# Elizabeth Margaret Chandler
Elizabeth Margaret Chandler (Delaware (Centre), 24 dicembre 1807 – Michigan, 2 novembre 1834) è stata una scrittrice e poetessa statunitense, dalla Pennsylvania e dal Michigan. Divenne la prima scrittrice negli Stati Uniti a fare dell'abolizione della schiavitù il suo tema principale.

## Biografia

### Prima infanzia e istruzione
Elizabeth Chandler nacque a Centre, Delaware, la Vigilia di Natale 1807 da Thomas Chandler (1773–1817) e Margaret Evans (1778–1808). Ebbe due fratelli maggiori, William Guest Chandler (1804-1873) e Thomas Chandler (1806-?). Erano membri della Società religiosa degli Amici (o quaccheri), e vivevano la vita rigorosa, ordinata e disciplinata di una famiglia quacchera.
Quando aveva nove anni aveva perso entrambi i genitori. Lei e i suoi fratelli vivevano con la nonna, Elizabeth Guest Evans (1744-1827), a Filadelfia, Pennsylvania. Elizabeth frequentò una scuola quacchera dove abbracciò la visione quacchera dell'antischiavismo. Elizabeth iniziò a scrivere poesie in tenera età. Lasciò la scuola quando aveva circa dodici o tredici anni (le fonti differiscono), ma continuò a leggere e scrivere con passione.

### Carriera
All'età di sedici anni furono pubblicati per la prima volta i versi romantici di Elizabeth Chandler sulla natura. Nel 1825, quando aveva diciotto anni, la sua poesia emozionante, "La Nave negriera", fu pubblicata e attirò l'attenzione nazionale. Dopo aver letto quella poesia, fu invitata da Benjamin Lundy, un noto abolizionista ed editore, a scrivere per il suo periodico, The Genius of Universal Emancipation. Ha scritto e curato la sezione "Ladies' Repository" del suo giornale. Usò il suo appello alle donne per chiedere un trattamento migliore per i nativi americani e l'immediata emancipazione degli schiavi. Divenne una delle più potenti scrittrici del suo tempo. Usava spesso il tragico esempio delle schiave strappate ai loro figli e ai loro mariti per ottenere la simpatia delle sue lettrici. Quando le fu detto che le donne non avevano il potere di abolire la schiavitù rispose che, in quanto madri, le donne si trovano in una posizione unica:

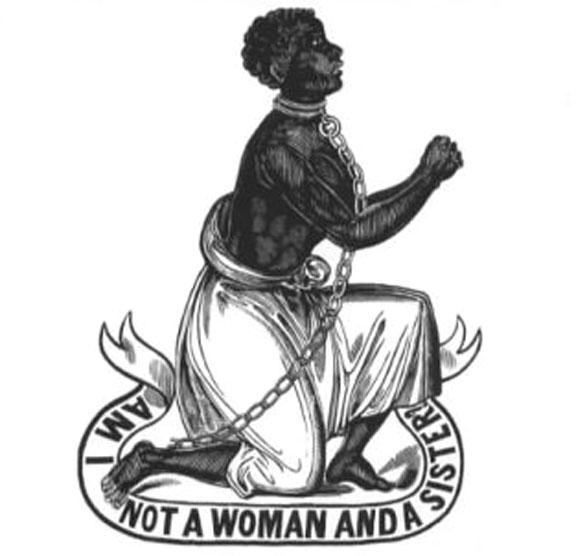
Un'immagine di un medaglione simile a quello reso popolare dalla Chandler

È difficile dire esattamente quanta influenza abbiano avuto i suoi scritti presso il grande pubblico. Tuttavia molti dei suoi articoli furono copiati e diffusi sui giornali più popolari dell’epoca. Ha anche introdotto una delle immagini abolizioniste più famose, la schiava inginocchiata con lo slogan "Non sono una donna e una sorella". Tratto dall'immagine raffigurante uno schiavo per il sigillo della Società per l'abolizione della tratta degli schiavi disegnata da Wedgwood. Due anni dopo, William Lloyd Garrison, redattore di The Liberator e leader del movimento abolizionista, adottò questo simbolo e slogan per dirigere il dipartimento femminile del giornale, uno dei più importanti giornali abolizionisti dell'epoca.

#### Il trasferimento in Michigan
Nel 1830 Elizabeth Margaret Chandler si trasferì, con la zia e il fratello, nel territorio del Michigan. Suo fratello Thomas Chandler acquistò un terreno vicino a Tecumseh, Michigan, nella Contea di Lenawee, a circa sessanta miglia a sud-ovest di Detroit, per avviare una fattoria. Chiamarono quel posto Hazlebank.
(Benjamin Lundy)
La Chandler ha partecipato a discussioni e dibattiti nazionali attraverso i suoi articoli e poesie sull'abolizionismo. Ha continuato a curare il giornale abolizionista di Benjamin Lundy.
Mentre viveva a Filadelfia, La Chandler era stata membro di una Female Anti-Slavery Society, anche se non era molto attiva. Dopo essersi trasferita nel Michigan, fondò la Logan Female Anti-Slavery Society nel 1832 con la sua amica e vicina Laura Smith Haviland.
Scrisse:
L'organizzazione Logan Female Anti-Slavery Society stabilì un collegamento principale tra la Underground Railroad e il Canada.

### Morte
La Chandler morì di "febbre remittente" il 2 novembre 1834, poco prima del suo 27º compleanno. Fu sepolta vicino alla fattoria di famiglia ad Hazlebank. I suoi articoli, le poesie e le lettere furono raccolti e pubblicati in due libri da Benjamin Lundy, e il ricavato della vendita di quei libri andò alla causa dell'abolizione.